# إيلتهام (دائرة انتخابية في المملكة المتحدة)
إيلتهام (بالإنجليزية: Eltham)‏ هي إحدى الدوائر الانتخابية في المملكة المتحدة الممثلة في مجلس العموم في برلمان المملكة المتحدة.
عضو البرلمان الذي يمثلها حالياً هو :Clive Efford (Lab).